# Knowle (North Devon)
Knowle is een dorp in het bestuurlijke gebied North Devon, in het Engelse graafschap Devon. Het maakt deel van de civil parish Braunton. Het gehucht ligt ongeveer 4 km ten noorden van Braunton en iets ten oosten van het beschermde natuurgebied van 'North Devon Coast'.
Op circa 500 meter ten westen van het dorpje zijn de restanten gevonden van een fort uit de ijzertijd.